# استیون پاول
استیون پاول (انگلیسی: Steven Paulle؛ زادهٔ ۱۰ فوریهٔ ۱۹۸۶) بازیکن فوتبال اهل فرانسه است.
از باشگاه‌هایی که در آن بازی کرده‌است می‌توان به باشگاه فوتبال کن و باشگاه فوتبال دیژون اشاره کرد.